# District de Pinogana
Le district de Pinogana est l'une des divisions qui composent la province de Darién, au Panama.

## Division politico-administrative
Elle est composée de neuf corregimientos :
- El Real de Santa María
- Boca de Cupe
- Paya
- Pinogana
- Púcuro
- Yape (qui compte comme sa capitale car elle a une attraction touristique)
- Yaviza
- Metetí
- Wargandí

## Crédit d'auteurs
- (es) Cet article est partiellement ou en totalité issu de l’article de Wikipédia en espagnol intitulé « Distrito de Pinogana » (voir la liste des auteurs).